# ハフニア属
ハフニア属はグラム陰性の非芽胞形成通性嫌気性桿菌。30℃までは運動性があるが、それを超える温度では運動性を失うことが多い。腸内細菌科に属し、名称はコペンハーゲンの古名に因む。基準種はハフニア・アルベイで、GC含量は48から49。
土壌や水中、動物の腸内で見られ、ヒトにおける日和見感染の原因菌のひとつ。フォーゲスプロスカウエル試験陽性、フェニルメチルレッド試験陰性であるが温度によって代謝特性が変わる。また、シアン化カリウムとクエン酸を代謝することができる。